# Acido psillico
L'acido psillico o ceromellissico  è un acido grasso saturo composto da 33 atomi di carbonio. La sua notazione delta è 33:0
Identificato da Ernst E. Sundvik nel 1989 nella cera psilla, una cera che riveste la Psylla alni, un afide conosciuto come pulce dell'ontano. È stato individuato poi da Chibnal nel 1934 anche nelle cere dello Ceroplastes pseudoceriferus e del Ceroblastes japonicus.

## Sali alcalini
I sali alcalini dell'acido psillico vengono fatti precipitare quando si mescolano soluzioni alcoliche dell'acido e un idrossido alcalino. I sali di argento e bario possono essere ottenuti aggiungendo soluzioni acquose alcoliche di nitrato d'argento e cloruro di bario a soluzioni alcoliche dell'acido. Sono stati analizzati i seguenti sali: C33H65O2Na, C66H130O4Ba e C33H65O2Ag. La sua cera è idrolizzata dall'idrossido di potassio alcolico e dall'acido bromidrico.

## Fonti nutrizionali
L'acido psillico è presente nelle bacche di Goji.